# Рудовский сельсовет
Рудовский сельсовет — сельское поселение в Пичаевском районе Тамбовской области Российской Федерации.
Административный центр — село Рудовка.

## История
Статус и границы сельского поселения установлены Законом Тамбовской области от 17 сентября 2004 года № 232-З «Об установлении границ и определении места нахождения представительных органов муниципальных образований в Тамбовской области».

## Население
| 2010  | 2012  | 2013  | 2014  | 2015  | 2016  | 2017  |
| ----- | ----- | ----- | ----- | ----- | ----- | ----- |
| 1271  | ↘1240 | ↘1202 | ↗1325 | ↘1277 | ↘1133 | ↘1081 |
| 2018  | 2019  | 2020  | 2021  |       |       |       |
| ↘1053 | ↘1027 | ↘1002 | ↗1008 |       |       |       |

## Состав сельского поселения
| № | Населённый пункт | Тип населённого пункта       | Население |
| - | ---------------- | ---------------------------- | --------- |
| 1 | Рудовка          | село, административный центр | ↗1008     |